# Iwan Alexejewitsch Samarin

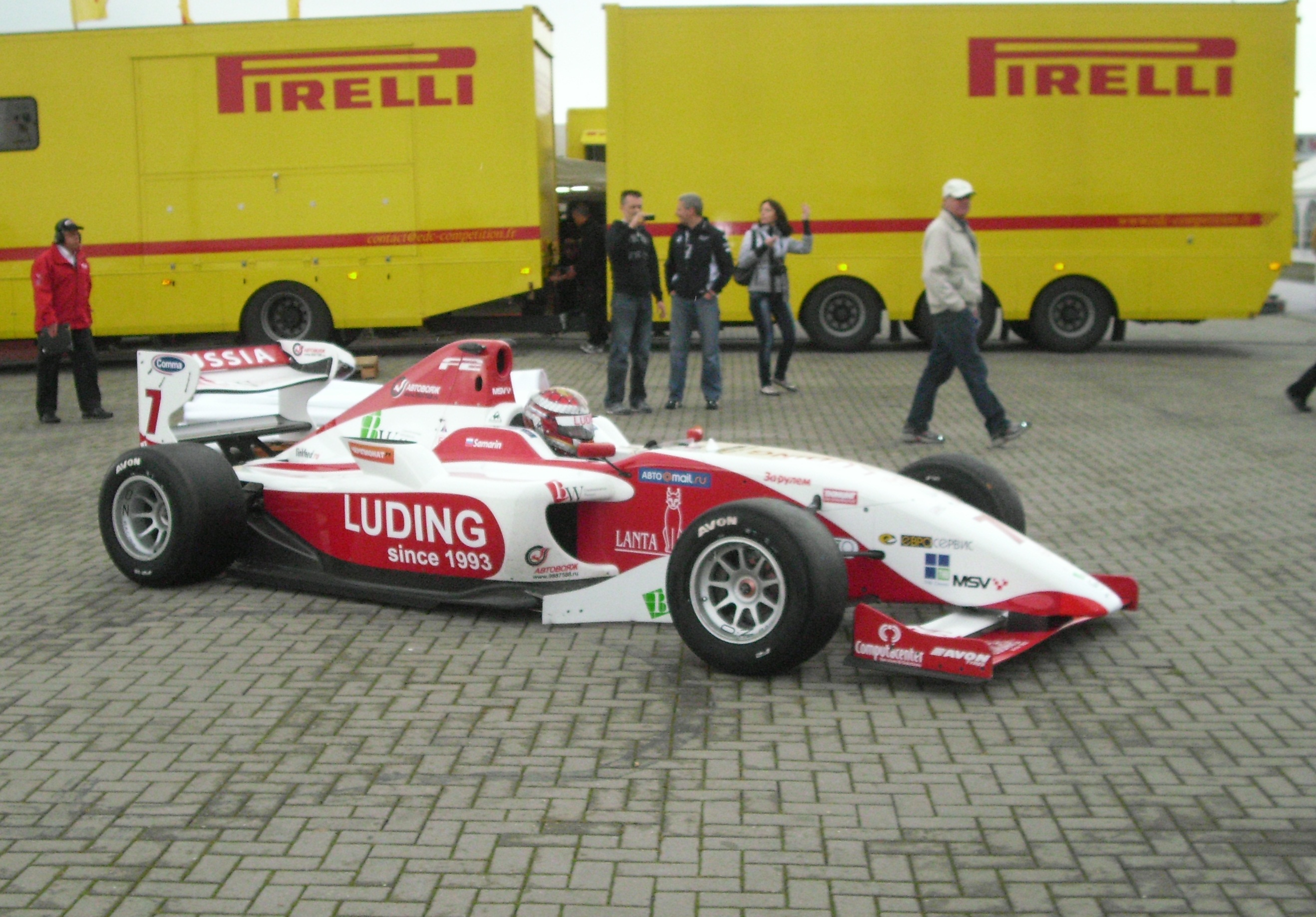
Iwan Samarin im Formel-2-Rennwagen

Iwan Alexejewitsch Samarin, auch Ivan Samarin (russisch Иван Алексеевич Самарин, * 7. September 1988 in Moskau) ist ein russischer Automobilrennfahrer.

## Karriere
Samarins Motorsportkarriere begann 1998 im Kartsport, in dem er bis 2003 aktiv war. Seine ersten Formelsport Erfahrungen sammelte er 2004 in der Formel RUS, in der er seine erste Saison auf dem vierten Gesamtrang beendete. 2005 blieb er in der Formel RUS und verbesserte sich auf den zweiten Platz in der Meisterschaft. 2006 wechselte er in die russische Formel 1600. In seiner ersten Saison gewann er mit vier Siegen den Meistertitel, den er 2007 verteidigen konnte. 2008 konzentrierte sich Samarin auf sein Engagement in der russischen Formel 3 und wurde mit vier Siegen Vizemeister dieser Serie. Außerdem nahm er an je zwei Rennen der finnischen und nordeuropäischen Formel 3 teil.
Nachdem er 2009 wegen fehlender Sponsorengelder an keiner Rennserie teilnehmen konnte, kehrte er 2010 in den Motorsport zurück und startete in der Formel 2. Am Saisonende belegte er mit einem dritten Platz als bestes Resultat den zwölften Gesamtrang in dieser Meisterschaft. 2011 nahm Samarin für Stromos ArtLine am zweiten Rennwochenende des deutschen Formel-3-Cups teil.

## Karrierestationen
| - 1998–2003: Kartsport - 2004: Formel RUS (Platz 4) - 2005: Formel RUS (Platz 2) | - 2006: Russische Formel 1600 (Meister) - 2007: Russische Formel 1600 (Meister) - 2008: Russische Formel 3 (Platz 2) | - 2010: Formel 2 (Platz 12) - 2011: Deutsche Formel 3 |